# Neutrino-Experiment
Mit Neutrinoexperiment kann jedes physikalische Experiment gemeint sein, bei dem auf direkte oder indirekte Weise Eigenschaften von Neutrinos gemessen werden. Im engeren Sinn bezeichnet „Neutrinoexperiment“ oft ein Neutrinoobservatorium.
In Neutrinoexperimenten, die keine Neutrinoobservatorien waren oder sind, werden zum Teil nicht Neutrinos, sondern andere Teilchen beobachtet und daraus auf Neutrinoeigenschaften geschlossen. Beispiele sind:   
- KATRIN
- CNGS
- LSND
- Gargamelle
- DONUT
- MiniBooNE
- Cowan-Reines-Neutrinoexperiment
- Heidelberg-Moskau-Experiment
- GERDA-Experiment
- NEMO
- STEREO-Experiment